# Malcolm Haines
Malcolm Golby Haines (* 12. Oktober 1936 in Belfast; † 13. Januar 2013 in Cambridge, UK) war ein britischer Plasmaphysiker. Er studierte am Imperial College und war ab 1960 Lecturer, ab 1967 Senior Lecturer und später Professor für Physik am Imperial College. 2002 wurde er emeritiert, war aber weiter in der Forschung aktiv.
Nachdem russische Wissenschaftler um Walentin Smirnow einen Durchbruch durch Verwendung von Stabgittern in Z-Pinch-Anordnungen in der Plasmaphysik erzielt hatten, optimierte Haines die Gitter und andere experimentelle Parameter und unternahm theoretische Simulationen der Implosionsvorgänge. Sie wurden am Magpie-Experiment (Mega Ampere Generator for Plasma Implosion Experiments) des Imperial College getestet. Die Methode revolutionierte die Forschung der Trägheitsfusion mit Z-Pinch-Anordnungen (und deren Verwendung als stärkste bekannte Röntgenquellen) bis hin zum Bau der Z-Maschine an den Sandia National Laboratories unter Tom Sanford.
2006 schlug er mit Kollegen ein Modell zur Erklärung der in der Z-Maschine erzeugten Rekordtemperaturen von 2 bis 3 Milliarden Kelvin vor – die durch die zahlreichen Instabilitäten des intensiven Magnetfelds gebildeten Wirbel werden im dichten Plasma abgebremst und geben ihre Energie an die Ionen.
1995 wurde er Fellow der American Physical Society. 2005 erhielt er mit Tom Sanford und Walentin Smirnow den Hannes-Alfvén-Preis.